# Redner an einem Fenster

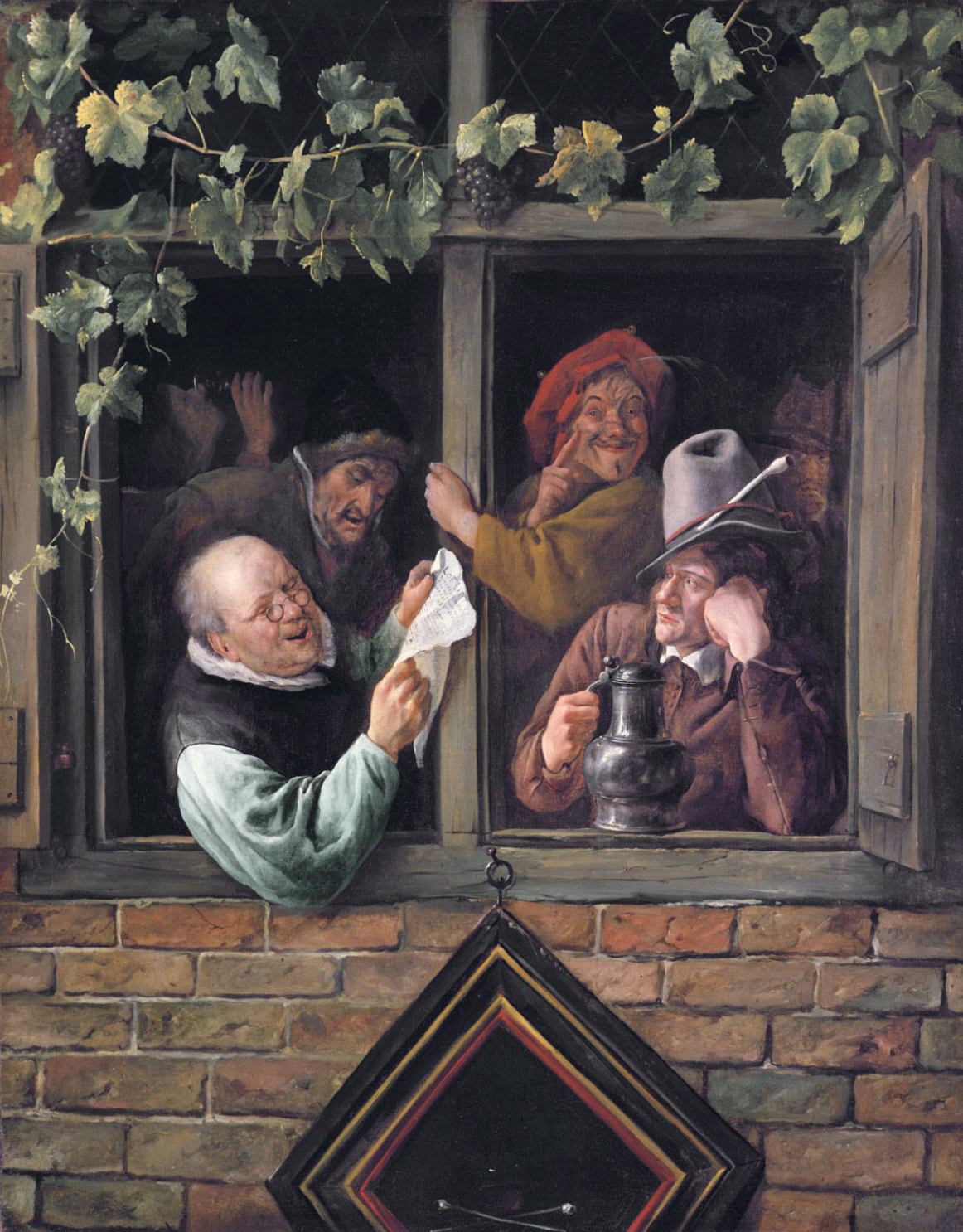
Jan Steen, Redner an einem Fenster
75,9 × 58,6 cm; Öl auf Leinwand

Redner an einem Fenster ist ein um 1663/1665 entstandenes Gemälde des holländischen Malers Jan Steen. Die Technik ist Öl auf Leinwand und die Maße sind 74 × 59 cm. Es befindet sich im Philadelphia Museum of Art.
Steen verwendete das Motiv der Rederijker in vielen seiner Gemälde. Seine Werke beinhalten Darstellungen von Rederijker-Auftritten sowie Innendarstellungen der Rederijker-Unterkünfte. Im Laufe der Zeit änderte sich der Titel von Die vier Rederijker zu Redner an einem Fenster, sodass die Identität der Dargestellten verloren gegangen ist. Die vier Figuren im Vordergrund stellen Mitglieder einer Rederijker-Gilde dar. Mit Rederijker sind aus Amateuren gebildete Gesellschaften gemeint, die dramatische und literarische Ambitionen hatten.

## Beschreibung
Im Zentrum des Bildes befindet sich eine vierköpfige Figurengruppe, die vor einem Fenster steht. Auf der linken Seite sieht man den Proclamator (Redner). Hinter ihm befindet sich der Factor (Poet). Auf der rechten Seite stützt der Momus (Kritiker) seinen Kopf auf seine Hand. Hinter ihm lächelt der Narr den Betrachter an. Es ist die einzige Figur, die Kontakt mit dem Betrachter aufnimmt. Der Physiognomie des Narren hat eine starke Ähnlichkeit mit dem Selbstporträt von Jan Steen, man vermutet, dass Steen sich hier selbst dargestellt hat. Im dunklen Hintergrund befinden sich zwei weitere Personen: auf der linken Seite ein trinkender Mann und auf der rechten Seite ein rauchender Herr.
Jan Steen benutzt für seine Darstellung eine Variation an theatralischen Elemente:
- Das Element des Vorhanges findet man als abstrakte Darstellung in Form der Weinlaubranken.
- Die Kleidung ist an Theaterkostüme angelehnt.
- Gestik und Mimik sind inspiriert durch Theaterdarstellungen.

## Bedeutung für Kunstgeschichte
Jan Steens Darstellung erlaubt einen Einblick in das Leben der Rederijker und ihrer Arbeitsweise.
Es ist nicht sicher bewiesen worden, ob es sich um eine Satire der Rederijker handelt oder ob Jan Steen seine Wertschätzung ihnen gegenüber zeigen wollte.